# Uganda en los Juegos Olímpicos de Tokio 2020
Uganda estuvo representada en los Juegos Olímpicos de Tokio 2020 por un total de 25 deportistas que compitieron en 4 deportes. Responsable del equipo olímpico fue el Comité Olímpico de Uganda, así como las federaciones deportivas nacionales de cada deporte con participación.
Los portadores de la bandera en la ceremonia de apertura fueron el boxeador Shadiri Bwogi y la nadadora Kirabo Namutebi.

## Medallistas
El equipo olímpico de Uganda obtuvo las siguientes medallas:
| Nombre           | Deporte   | Competición          |
| ---------------- | --------- | -------------------- |
| Oro              |           |                      |
| Joshua Cheptegei | Atletismo | 5000 m M             |
| Peruth Chemutai  | Atletismo | 3 000 m obstáculos F |
| Plata            |           |                      |
| Joshua Cheptegei | Atletismo | 10 000 m M           |
| Bronce           |           |                      |
| Jacob Kiplimo    | Atletismo | 10 000 m M           |